# Arctocephalus

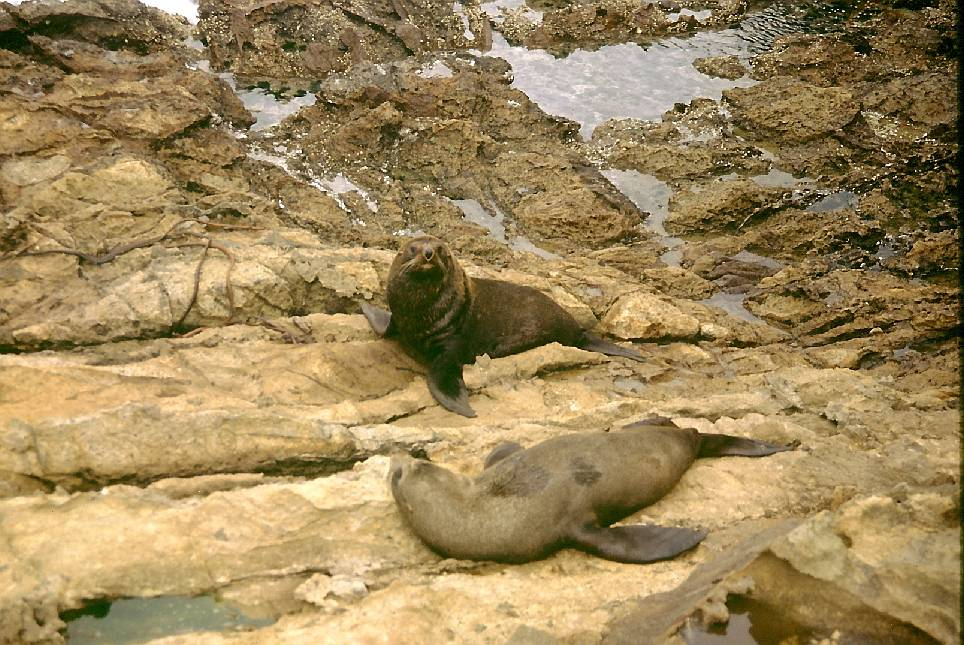
A. forsteri.

O gênero Arctocephalus consiste de espécies de lobos-marinhos que predominantemente vivem no hemisfério sul. Arctocephalus pode ser traduzido como "cabeça de urso."

## Taxonomia
- Gênero Arctocephalus
  - A. gazella — Lobo-marinho-antártico
  - A. townsendi — Lobo-marinho-de-guadalupe
  - A. philippii — Lobo-marinho-de-juan-fernandez
  - A. galapagoensis — Lobo-marinho-de-galápagos
  - A. pusillus — Lobo-marinho-australiano
  - A. pusillus pusillus — Lobo-marinho-do-cabo
  - A. pusillus doriferus — Lobo-marinho-australiano
  - A. forsteri — Lobo-marinho-da-nova-zelândia
  - A. tropicalis — Lobo-marinho-do-peito-branco
  - A. australis — Lobo-marinho-sul-americano